# Celso Maria Poncini
Celso Maria Poncini (5 aprile 1899 – 21 aprile 1948) è stato un militare e drammaturgo italiano.

## Biografia
Dopo la laurea in legge, si distinse per il suo coraggio durante la prima guerra mondiale, alla quale partecipò nel corpo dei Granatieri di Sardegna, partendo come volontario a sedici anni. Ottimo fotografo, scattò una serie di suggestive immagini durante un viaggio in Somalia ed Eritrea effettuato tra il 1925 e il 1926.
È conosciuto soprattutto come autore di riviste musicali, alcune delle quali in dialetto piemontese, scritte negli anni trenta. Ad alcune di queste produzioni teatrali, di solito messe in scena dalla compagnia di Mario Casaleggio, hanno partecipato, agli esordi della loro carriera, personaggi dello spettacolo che sarebbero poi diventati famosi come Anna Magnani, Rina Morelli, Erminio Macario ed altri.

## Teatro
- A Turin per l'onur dei Monfrin (1931)
- 'L seugn d'un bogianen (1932) con Erminio Macario e la soubrette Dedè di Landa
- Tifo (1932) scritta con Roberto Biscaretti, con gli attori Antonio Gandusio, Luigi Almirante, Anna Magnani, Lola Braccini, Rina Morelli.
- 'L Podesta' l'a' n'idea (1932) rappresentata dalla compagnia di Mario Casaleggio.
- Senso proibito (1933) scritta con Roberto Biscaretti, musiche del maestro Norberto Caviglia, rappresentata dalla compagnia di Mario Casaleggio.
- Tutt'altra cosa (1937) spettacolo benefico sotto l'alto patronato della Duchessa di Pistoia con la partecipazione di appartenenti all'aristocrazia piemontese. La rivista, rappresentata al teatro Carignano di Torino, l'8 e il 9 maggio 1937, riscosse un enorme successo di critica e di pubblico.
- Un torinese a Torino (1938), rappresentata dalla compagnia di Mario Casaleggio. Lo spettacolo raggiunse e superò le 150 repliche al Teatro Rossini di Torino.
- Se fossi Podestà (1939) rappresentata dalla compagnia di Mario Casaleggio, con la giovanissima Vera Roll.